# 司勳司
司勳司，是中國古代吏部四司之一。
隋代始置司勳司，設郎中一人、员外郎二人，掌管官員荫封，谥号，丧养，名籍等事。唐代以後沿用，金朝、元朝吏部不分司。明朝初年设司勳部，洪武二十九年设稽勋清吏司，民國後廢除。